# Levande musikarv
Levande musikarv är ett samarbete mellan flera intressenter inom svenskt musikliv med syftet att inventera, dokumentera och presentera äldre svensk konstmusik. 
Samarbetet har bland annat resulterat i en databas och publik webbplats, som presenterar till exempel notmaterial och tonsättarbiografier. Avsikten är att tillgängliggöra musik som sällan eller aldrig uppmärksammas, och göra det möjligt att levandegöra den äldre musiken i den moderna konsertrepertoaren. Den databas som byggts upp innehåller information om hundratals svenska tonsättare och tusentals musikverk. 
Uppbyggnadsarbetet planerades som ett sexårigt projekt, som initierades av Kungliga Musikaliska Akademien och inleddes 2012. En stor del av den äldre svenska konstmusiken har hittills inte varit tillgänglig, eftersom notmaterialet saknas eller är i så dåligt skick att det är oanvändbart. Det gäller även verk av Sveriges mest framstående tonsättare. Akademien konstaterade i sin årsskrift 2016 att det svenska musikarvet är rikare än väntat och att det därför, trots det omfattande arbete inom inventering och utgivning som utförts under projektet, återstår ”en mycket stor mängd verk av högsta konstnärliga halt”.
Vid sidan om Musikaliska akademien är bland andra Musik- och teaterbiblioteket och Svensk Musik  engagerade i arbetet.. Delar av Levande musikarv har finansierats av Riksbankens jubileumsfond. Levande musikarv är numera en integrerad del av Kungl. Musikaliska Akademiens verksamhet. 

## Avgränsning och upphovsrättsfrågor
Levande musikarv-samarbetet omfattar i första hand alla till namnet kända tonsättare som har varit verksamma i nuvarande Sverige och består bland annat av: 
- en databas med information om musik och tonsättare
- notutgåvor för nedladdning
- vetenskapliga texter
- radioinspelningar[6][7]

Inom projektet publiceras endast musikaliska verk av tonsättare som varit avlidna i minst 70 år, det vill säga sådana som inte skyddas av upphovsrätt. Upphovsrättsskyddad musik handhas av Svensk Musik och STIM.